# Heinrich König (Verwaltungsjurist)
Heinrich König (* 29. August 1904 in Wald-Michelbach, Landkreis Bergstraße; † 1978) war ein deutscher Verwaltungsjurist und Landrat.

## Leben
Nach dem Abitur studierte Heinrich König Rechtswissenschaften und begann nach der ersten juristischen Staatsprüfung mit dem dreijährigen Vorbereitungsdienst (Referendariat). 1932 bestand er das Große juristische Staatsexamen und war, bevor er am 18. September 1934 für den Staatsdienst vereidigt wurde, bei einem Anwaltsbüro beschäftigt. Am 26. August 1940 wurde er zum Landrat des Landkreises Ludwigshafen am Rhein ernannt. Nach dem Kriegsdienst ab 5. Mai 1941 wurde er am 23. November 1943 zum Landrat im Landkreis Sankt Ingbert ernannt. In diesem Amt blieb er bis zu seinem Wechsel am 1. Oktober 1944 als Landrat nach Offenbach. Nach seiner Entfernung aus dem Dienst im April 1945 ließ er sich später als Rechtsanwalt und Notar in Grünberg (Hessen) nieder.
König war zum 1. Februar 1932 in die NSDAP eingetreten (Mitgliedsnummer 929.438) und 1943 Vorsitzender des NSDAP-Kreisgerichts Ludwigshafen.